# Windows Server 2008
Windows Server 2008 (đôi khi được viết tắt là Win2k8, WinServer2K8, Windows 2008 hoặc W2K8) là một trong các hệ điều hành của Microsoft Windows dành cho dòng máy chủ. Windows Server 2008 được xây dựng trên cùng nhân với Windows Vista hướng tới máy khách. Nó được phát hành cho nhà sản xuất vào ngày 4 tháng 2 năm 2008, và chính thức phát hành vào ngày 27 tháng 2 năm 2008, hệ điều hành này là sự kế thừa của Windows Server 2003, phát hành gần năm năm trước đó.

## Lịch sử
Ban đầu được gọi là Windows Server Codename "Longhorn", chủ tịch Microsoft Bill Gates đã công bố tên gọi chính thức là Windows Server 2008 trong bài phát biểu quan trọng của ông tại WinHEC ngày 16 tháng 5 năm 2007.
Phiên bản Beta 1 được phát hành vào ngày 27 tháng 7 năm 2005; Beta 2 được công bố và phát hành vào ngày 23 tháng 5 năm 2006, tại WinHEC 2006 và Beta 3 được phát hành công khai vào ngày 25 tháng 4 năm 2007. Release Candidate 0 được phát hành công khai vào ngày 24 tháng 9 năm 2007 và Release Candidate 1 được phát hành vào ngày 5 tháng 12 năm 2007. Windows Server 2008 được phát hành cho nhà sản xuất ngày 4 tháng 2 năm 2008, và chính thức ra mắt vào ngày 27 tháng 2 năm 2008.

## Các phiên bản
Hầu hết các phiên bản Windows Server 2008 đều có sẵn trong các phiên bản x86-64 và IA-32. Các phiên bản này có hai đĩa DVD: Một để cài đặt phiên bản IA-32 và một cho x64. Windows Server 2008 for Itanium-based Systems hỗ trợ bộ xử lý IA-64. Phiên bản IA-64 được tối ưu hóa cho các tình huống khối lượng công việc cao như máy chủ cơ sở dữ liệu và ứng dụng Line of Business (LOB). Do đó, nó không được tối ưu hóa để sử dụng làm máy chủ tập tin hoặc máy chủ phương tiện. Windows Server 2008 là hệ điều hành máy chủ 32-bit cuối cùng của Windows. Windows Server 2008 bao gồm các phiên bản:
- Windows Server 2008 Foundation (tên mã "Lima"; x86-64) - chỉ dành cho OEM
- Windows Server 2008 Standard (IA-32 và x86-64)
- Windows Server 2008 Enterprise (IA-32 và x86-64)
- Windows Server 2008 Datacenter (IA-32 và x86-64)
- Windows Server 2008 for Itanium-based Systems (IA-64)
- Windows Web Server 2008 (IA-32 và x86-64)
- Windows HPC Server 2008 (tên mã "Socrates"; thay thế Windows Compute Cluster Server)
- Windows Storage Server 2008 (tên mã "Magni"; IA-32 và x86-64)
- Windows Small Business Server 2008 (tên mã "Cougar"; x86-64) - dành cho doanh nghiệp nhỏ
- Windows Essential Business Server 2008 (tên mã "Centro"; x86-64) - dành cho doanh nghiệp vừa - đã ngừng phát triển năm 2010[9]